# (336) Lacadiera
(336) Lacadiera ist ein Asteroid des inneren Hauptgürtels, der am 19. September 1892 vom französischen Astronomen Auguste Charlois am Observatoire de Nice entdeckt wurde.
Der Asteroid ist benannt nach dem Dorf La Cadière-d’Azur im Département Var in Südfrankreich, dem Geburtsort des Entdeckers, der dort einige Besitztümer hatte.

## Wissenschaftliche Auswertung
Mit Daten radiometrischer Beobachtungen im Infraroten mit der Infrared Telescope Facility (IRTF) am Mauna-Kea-Observatorium auf Hawaiʻi vom 19. Dezember 1980 wurden für (336) Lacadiera erstmals Werte für den Durchmesser und die Albedo von 65 km und 0,04 bestimmt. Aus Ergebnissen der IRAS Minor Planet Survey (IMPS) wurden 1992 Angaben zu Durchmesser und Albedo für zahlreiche Asteroiden abgeleitet, darunter auch (336) Lacadiera, für die damals Werte von 69,3 km bzw. 0,05 erhalten wurden. Radarastronomische Untersuchungen am Arecibo-Observatorium vom 9. bis 14. September 2000 bei 2,38 GHz ergaben einen effektiven Durchmesser von 69 ± 9 km. Eine Auswertung von Beobachtungen durch das Projekt NEOWISE im nahen Infrarot führte 2011 zu vorläufigen Werten für den Durchmesser und die Albedo im sichtbaren Bereich von 69,0 km bzw. 0,05. Nach neuen Messungen mit NEOWISE wurden die Werte 2012 auf 72,3 km bzw. 0,05 geändert. Nach der Reaktivierung von NEOWISE im Jahr 2013 und Registrierung neuer Daten wurden die Werte 2015 zunächst mit 66,7 km bzw. 0,05 angegeben, dann 2016 geändert zu 62,2 km bzw. 0,06 und der Durchmesser dann 2017 noch einmal korrigiert zu 63,4 oder 64,5 km. Die Angaben von NEOWISE beinhalten aber zum Teil sehr hohe Unsicherheiten. Eine Untersuchung von 2020 bestimmte aus zwei Sternbedeckungen durch (336) Lacadiera einen Durchmesser von 71,5 ± 5,5 km
Photometrische Messungen des Asteroiden fanden erstmals statt vom 4. bis 10. September 1983 am Osservatorio Astrofisico di Catania in Italien. Aus der während drei Nächten aufgezeichneten Lichtkurve wurde eine Rotationsperiode von 13,70 h bestimmt.
Eine Auswertung von archivierten Lichtkurven des United States Naval Observatory in Arizona, der Catalina Sky Survey und der Siding Spring Survey ermöglichte 2011 für ein Gestaltmodell des Asteroiden die Bestimmung von zwei alternativen Positionen der Rotationsachse mit prograder Rotation und einer Periode von 13,69552 h.
Mit dem Weltraumteleskop Transiting Exoplanet Survey Satellite (TESS) konnten während dessen Durchmusterung des Südhimmels 2018 bis 2019 auch Objekte des Sonnensystems beobachtet werden. Dabei wurden auch die Lichtkurven von fast 10.000 Asteroiden aufgezeichnet. Für (336) Lacadiera wurde aus Messungen etwa vom 17. Januar bis 1. Februar 2019 eine Rotationsperiode von 13,6926 h erhalten.
Zwischen 2012 und 2018 wurden mit der All-Sky Automated Survey for Supernovae (ASAS-SN) auch photometrische Daten von 20.000 Asteroiden aufgezeichnet. Auf mehr als 5000 davon konnte erfolgreich die Methode der konvexen Inversion angewendet werden, darunter auch (336) Lacadiera, für die in einer Untersuchung von 2021 ein verbessertes dreidimensionales Gestaltmodell für zwei alternative Rotationsachsen mit prograder Rotation und einer Periode von 13,6955 h berechnet wurde.
Aus archivierten Daten des Asteroid Terrestrial-impact Last Alert System (ATLAS) aus dem Zeitraum 2015 bis 2018 konnte in einer Untersuchung von 2022 mit der Methode der konvexen Inversion eine Rotationsperiode von 13,6959 h bestimmt werden.